# Chlorophytum clarae
Chlorophytum clarae är en sparrisväxtart som beskrevs av Bjorå och Inger Nordal. Chlorophytum clarae ingår i släktet ampelliljor, och familjen sparrisväxter. Inga underarter finns listade i Catalogue of Life.